# Durajdżat
Durajdżat (arab. دريجات; hebr. דריג'את) – wieś w Izraelu, w Dystrykcie Południowym, w samorządzie regionu Abu Basma.
Leży w północnej części pustyni Negew, pomiędzy Aradem a Beer Szewą.